# Nola melanogramma
Nola melanogramma là một loài bướm đêm thuộc họ Nolidae. Nó được tìm thấy ở Úc, bao gồm New South Wales và Tasmania.

## Hình ảnh

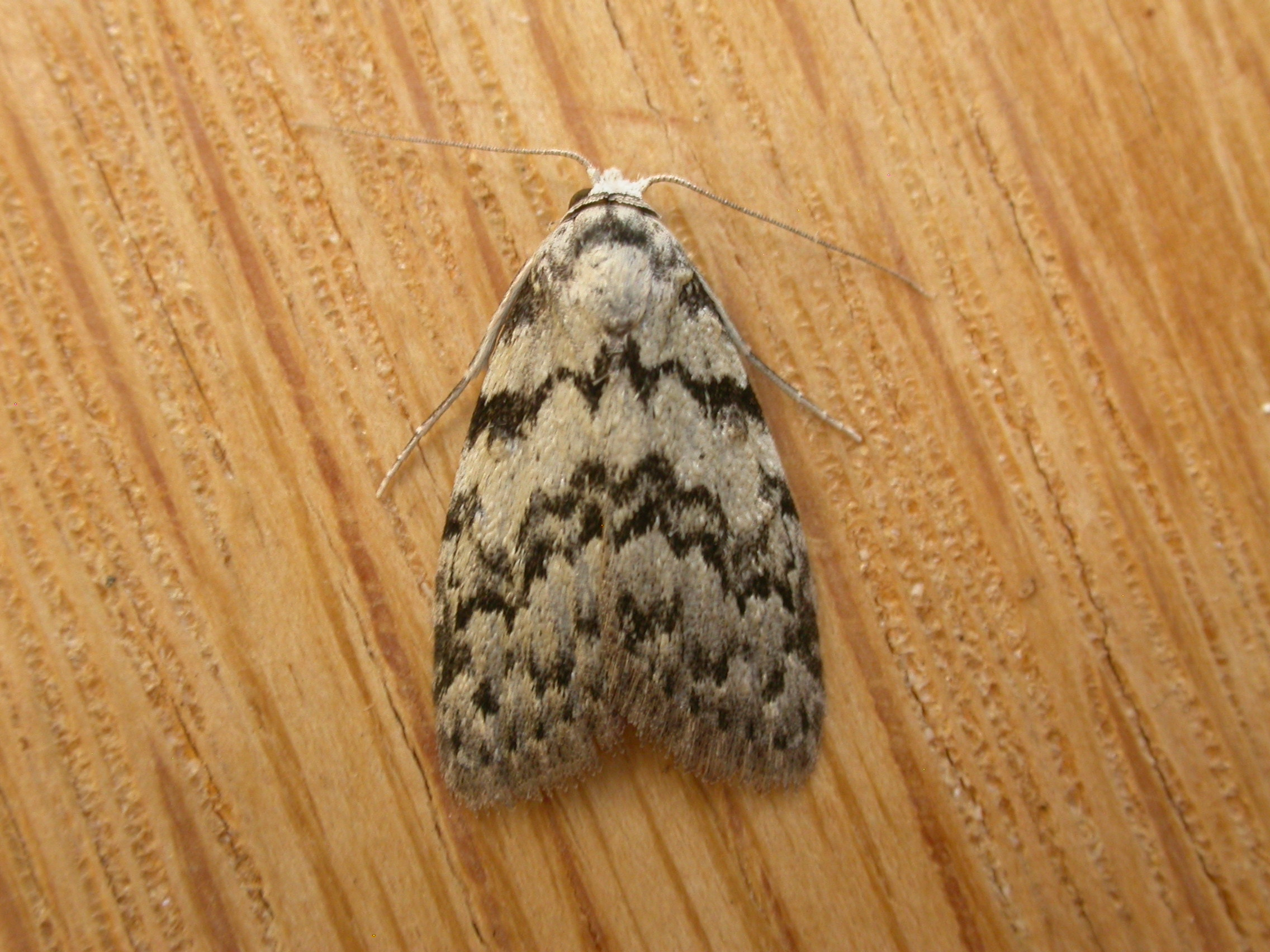